# Phyllotopsis subnidulans
Phyllotopsis subnidulans är en svampart som först beskrevs av Lee Oras Overholts, och fick sitt nu gällande namn av Rolf Singer 1936. Phyllotopsis subnidulans ingår i släktet Phyllotopsis och familjen Tricholomataceae.   Inga underarter finns listade i Catalogue of Life.